# Борув (Свідницький повіт)
Борув (пол. Borów, нім. Bohrauseifersdorf) — село в Польщі, у гміні Добромеж Свідницького повіту Нижньосілезького воєводства.
Населення — 419 осіб (2011).
У 1975-1998 роках село належало до Валбжиського воєводства.

## Демографія
Демографічна структура станом на 31 березня 2011 року:
|          | Загалом | Допрацездатний вік | Працездатний вік | Постпрацездатний вік |
| -------- | ------- | ------------------ | ---------------- | -------------------- |
| Чоловіки | 220     | 47                 | 152              | 21                   |
| Жінки    | 199     | 39                 | 110              | 50                   |
| Разом    | 419     | 86                 | 262              | 71                   |

## Галерея

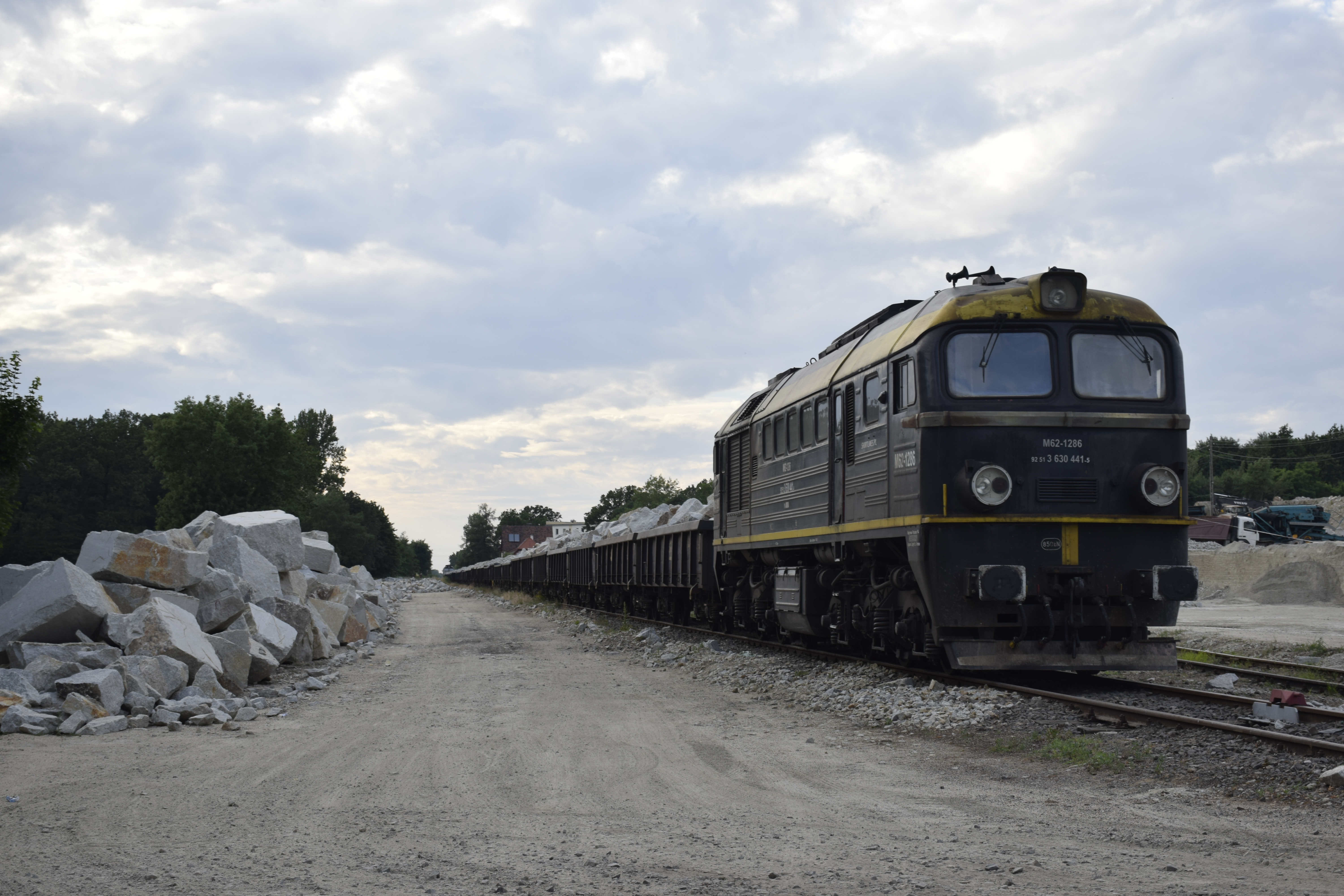
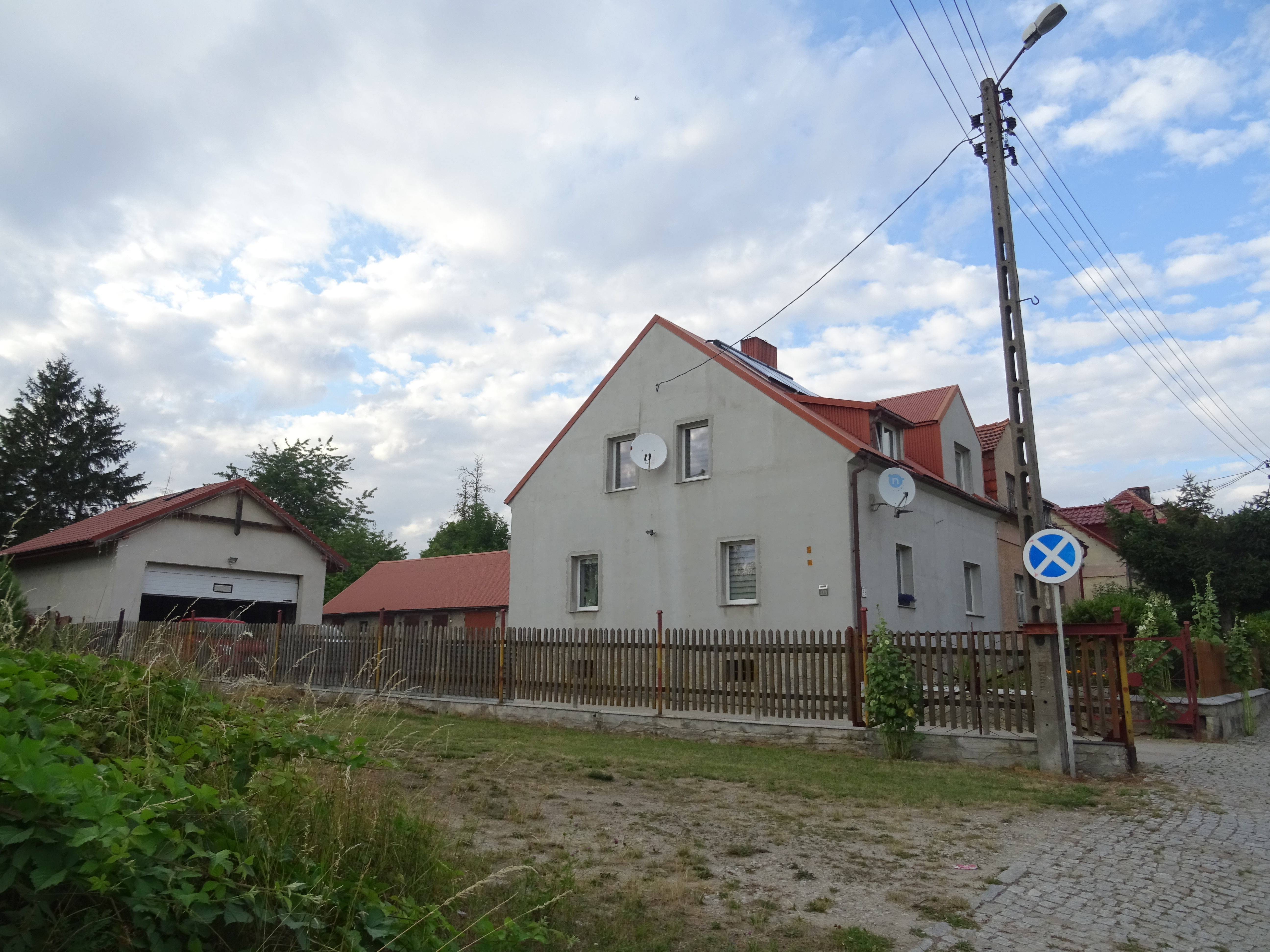
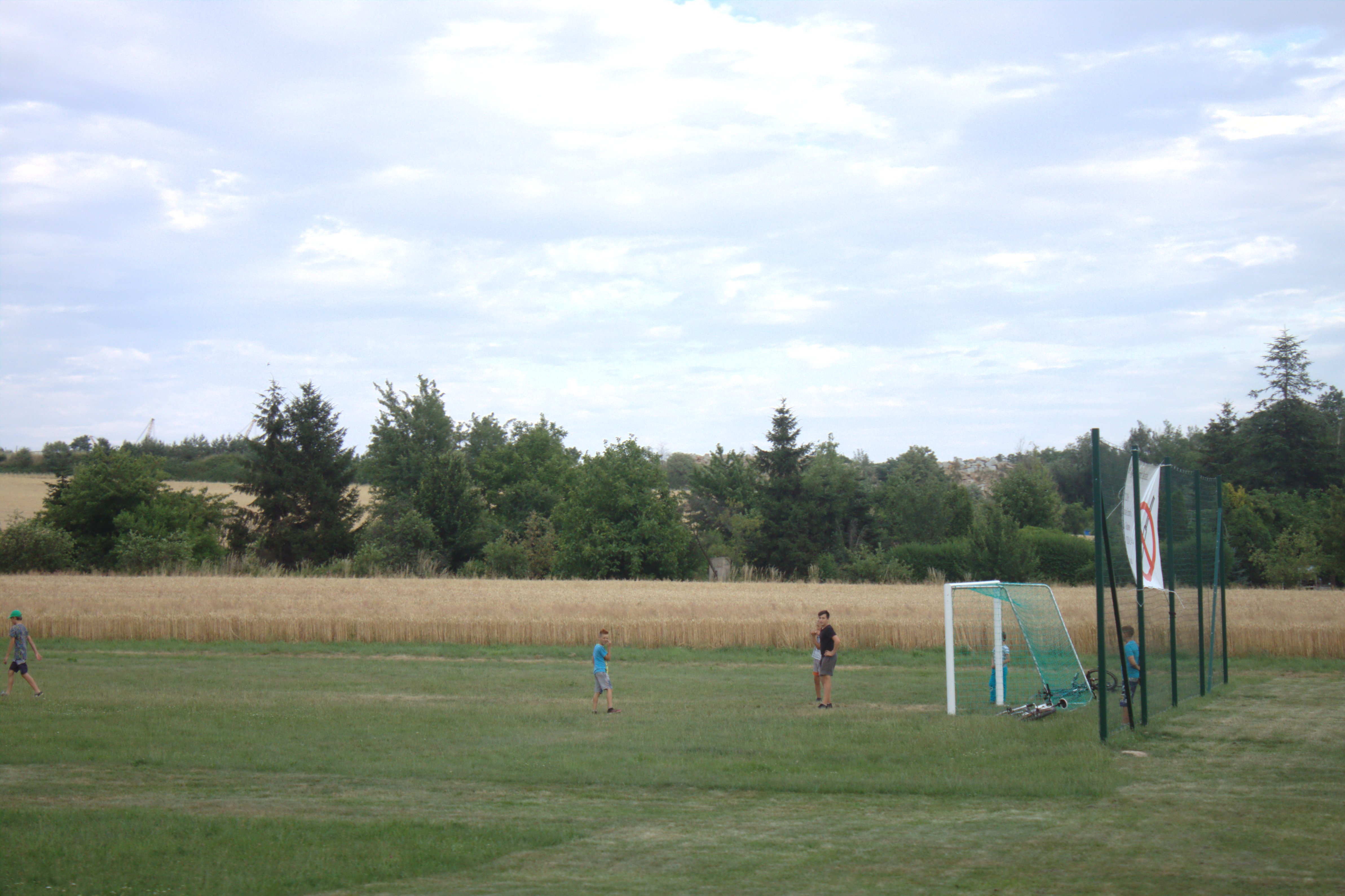
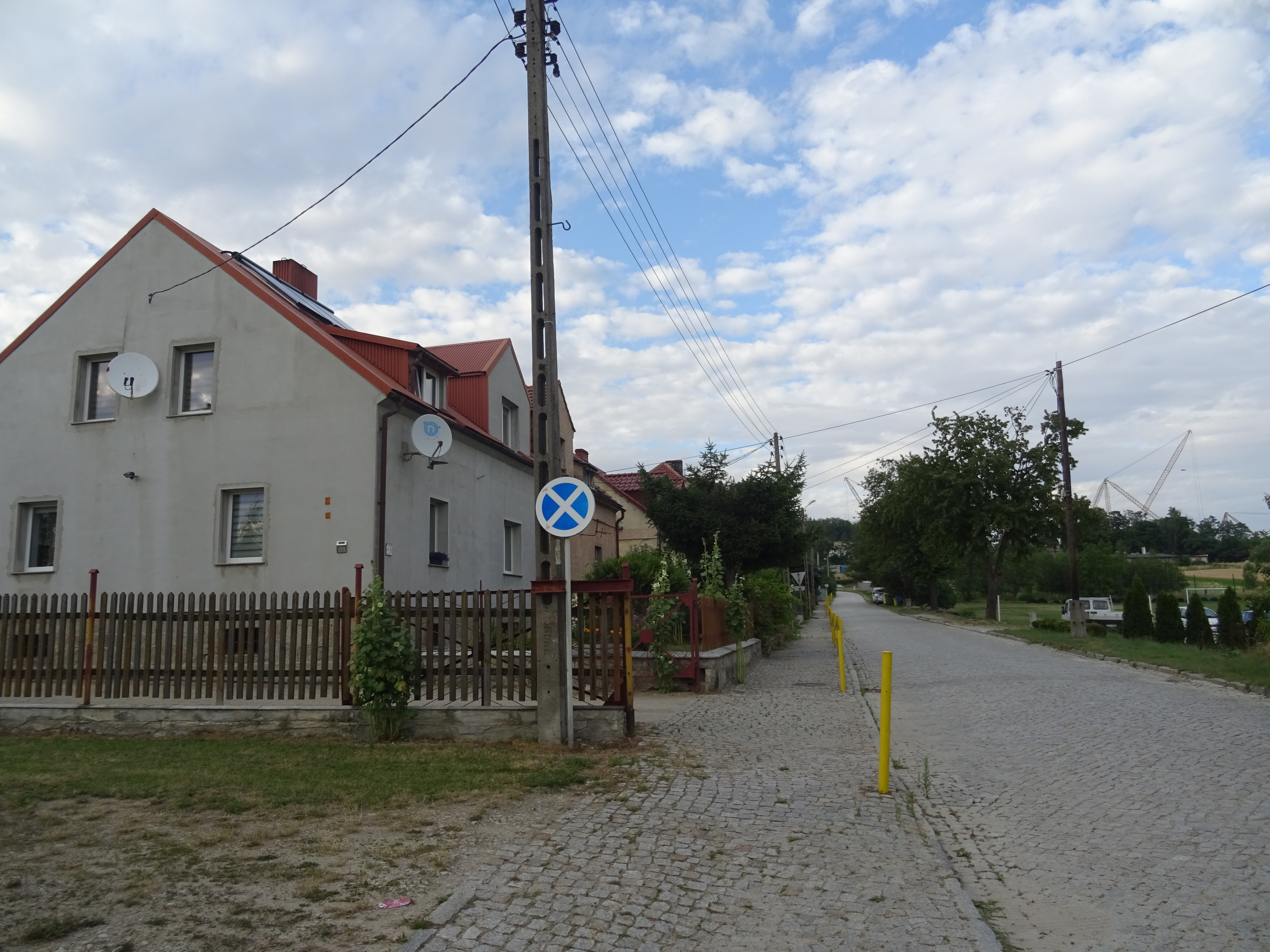